# Kirsi Hannele Sirén
Kirsi Hannele Sirén (Tampere, 26 ottobre 1964 – Nokia, 3 dicembre 2005) è stata una cantante finlandese. Era conosciuta con il nome d'arte di Kikka.

## Carriera
Iniziò la sua carriera alla fine degli anni ottanta, ispirata dal successo ottenuto in quegli anni da cantanti come Samantha Fox e Sabrina Salerno. Si diede al genere schlager, diventando notissima in Finlandia per il suo abbigliamento provocante e le sue canzoni suggestive ed equivoche.
Le sue canzoni più famose furono Mä haluun viihdyttää ("Voglio divertire"), Sukkula Venukseen ("Una navicella per Venere"), Tartu Tiukasti Hanuriin ("Impugna strettamente la fisarmonica", ma c'è da dire che "hanuri", "fisarmonica", in gergo finlandese è una parola usata spesso per riferirsi al fondoschiena) e Apinamies ("L'Uomo-Scimmia").
Il picco della popolarità Kikka lo ebbe ad inizio carriera, quando vinse tre dischi di platino e due d'oro in Finlandia.
All'inizio del ventunesimo secolo la sua carriera subì un rallentamento a causa di problemi di salute. La sua morte, avvenuta il 3 dicembre 2005, fu causata da un infarto.

## Discografia

### Album
- Mä Haluun Viihdyttää (1989), disco di platino
- Kiihkeät Tuulet (1990), disco di platino
- Kikka 3 (1991), disco di platino
- Parhaat Puoleni (1992), disco d'oro
- Käyrä Nousemaan (1993), disco d'oro
- Ota Vaatteet Pois (1994)
- Kikka Remix (1995)
- Parhaat 20 Suosikkisävelmää (1997)
- Herkut Lisukkeineen (2000)
- Hitit (2002)

### Singoli

#### In vinile
- Mä Haluun Viihdyttää / Ei Kauniimpaa Voi Todella Tietää (1989)
- Tiedän Hyvää Sen Tekevän Meille / On Nuori Ilta Tää (1990)
- Kiihkeät Tuulet / Aito Frendi (1990)
- Sukkula Venukseen / Apinamies (1990)
- Onnen Nainenkin Silloin Vasta Saa / Geisha Mä Olen Sun (1991)
- Kierrätä Pyöritä Mua / Kun Rakkaus Loppuu (1991)
- Parhaat Puoleni / Zoomaile Mua (1992)
- Tartu Tiukasti Hanuriin / Näinkö Aina Meille Täällä Käy (1993)
- Käyrä Nousemaan / Gladiaattori (1993)
- Häipyy Etäisyys (con Kari Tapio) (1994)
- Ota Vaatteet Pois / Sut Paratiisiin Haluan (1994)

#### Su CD
- Ota Vaatteet Pois / Sut Paratiisiin Haluan (1994)
- Veitikka Oot / Sukkelat Sormet Ja Sutjakka Suu / Ota Vaatteet Pois (1994)
- Sukkula Venukseen (remix) / Mä Haluun Viihdyttää (remix) (1995)
- Rakkauden Talo (1997)
- Pystyyn Ponnahtanut (1998)
- Tulikirjaimin (autoprodotto, 1998–1999)
- Hän on kultaa! (1999)
- Herkut lisukkeineen (2000)
- Moottoripyörä on moottoripyörä (2002)